# Linum scabrellum
Linum scabrellum är en linväxtart som beskrevs av Jules Émile Planchon. Linum scabrellum ingår i släktet linsläktet, och familjen linväxter. Inga underarter finns listade i Catalogue of Life.